# The Death Dice

The Death Dice est un film américain muet réalisé par Raoul Walsh et sorti en 1915.

## Fiche technique
- Titre original : The Death Dice
- Réalisation : Raoul Walsh
- Scénario d'après une histoire de George Pattullo
- Société de production : Reliance Film Company
- Société de distribution : Mutual Film
- Pays d’origine :  États-Unis
- Langue originale : anglais
- Format : noir et blanc — 35 mm — 1,37:1 — Film muet
- Genre : drame
- Durée : 2 bobines - 600 m
- Date de sortie :
  - États-Unis : 13 février 1915

## Distribution
- Eugene Pallette
- Irene Hunt : Florence Steel
- Fred Burns
- Vester Pegg
- Joseph P. McCarthy